# Салехабад (Аштіан)
Салехабад (перс. صالح اباد) — село в Ірані, у дегестані Мазрае-Нов, в Центральному бахші, шахрестані Аштіан остану Марказі. За даними перепису 2006 року, його населення становило 359 осіб, що проживали у складі 104 сімей.

## Клімат
Середня річна температура становить 13,42°C, середня максимальна – 33,18°C, а середня мінімальна – -9,54°C. Середня річна кількість опадів – 224 мм.
| Клімат поселення                              | Клімат поселення | Клімат поселення | Клімат поселення | Клімат поселення | Клімат поселення | Клімат поселення | Клімат поселення | Клімат поселення | Клімат поселення | Клімат поселення | Клімат поселення | Клімат поселення | Клімат поселення |
| Показник                                      | Січ.             | Лют.             | Бер.             | Квіт.            | Трав.            | Черв.            | Лип.             | Серп.            | Вер.             | Жовт.            | Лист.            | Груд.            |                  |
| Середній максимум, °C                         | 8,73             | 11,07            | 16,36            | 22,04            | 26,60            | 31,50            | 33,18            | 31,63            | 27,98            | 22,21            | 15,76            | 9,44             |                  |
| Середня температура, °C                       | −0,4             | 1,93             | 7,24             | 12,92            | 17,48            | 22,36            | 26,40            | 24,86            | 21,20            | 15,43            | 8,98             | 2,66             |                  |
| Середній мінімум, °C                          | −9,54            | −7,2             | −1,88            | 3,79             | 8,35             | 13,26            | 19,62            | 18,10            | 14,43            | 8,66             | 2,21             | −4,11            |                  |
| Норма опадів, мм                              | 33               | 33               | 41               | 28               | 22               | 3                | 1                | 1                | 0                | 10               | 21               | 31               |                  |
| Середньомісячна швидкість вітру, м/с          | 1.44             | 2.00             | 2.55             | 2.89             | 2.69             | 2.50             | 2.82             | 2.40             | 2.20             | 2.15             | 1.97             | 1.24             |                  |
| Середньомісячна сонячна радіація, кДж/м²·день | 9412             | 12675            | 15158            | 18594            | 22444            | 26718            | 26068            | 24132            | 20989            | 15598            | 11176            | 9153             |                  |
| --------------------------------------------- | ---------------- | ---------------- | ---------------- | ---------------- | ---------------- | ---------------- | ---------------- | ---------------- | ---------------- | ---------------- | ---------------- | ---------------- | ---------------- |
| Джерело:                                      |                  |                  |                  |                  |                  |                  |                  |                  |                  |                  |                  |                  |                  |